# Tomcats Screaming Outside
Tomcats Screaming Outside är det första soloalbumet av Roland Orzabal, medlem i Tears for Fears, och släpptes den 2 april 2001. I en intervju som publicerades 2000 talade Orzabal om sina influenser när han skrev plattan: "I started out with an absolute concrete vision of where I wanted to go so I started with a very different rhythm approach, with drum and bass/jungle...and I ended up with something that wasn't the original plan." Albumet fick strålande kritik vid sin release.
Albumet släpptes i USA på Gold Circle Records. Olägligt nog den 11 september 2001, samma dag som 11 september-attackerna i New York och blev därför inte uppmärksammat av andra än Tears For Fears-fansen.

## Låtlista
1. "Ticket to the World" (Griffiths, Orzabal) – 5:48
2. "Low Life" (Orzabal) – 4:36
3. "Hypnoculture" (Orzabal) – 3:13
4. "Bullets for Brains" (Griffiths, Orzabal) – 4:08
5. "For the Love of Cain" (Orzabal) – 4:06
6. "Under Ether" (Griffiths, Orzabal) – 5:51
7. "Day By Day By Day By Day By Day" (Griffiths, Orzabal) – 4:35
8. "Dandelion" (Griffiths, Orzabal) – 3:03
9. "Hey Andy!" (Orzabal) – 4:25
10. "Kill Love" (Griffiths, Orzabal) – 5:40
11. "Snowdrop" (Griffiths, Orzabal) – 4:23
12. "Maybe Our Days Are Numbered" (Griffiths, Orzabal) – 4:47